# 1000 (tal)
1000 (tusen eller ettusen, ibland används även tiohundra om årtal) är det naturliga talet som följer 999 och som följs av 1001.
Ordet tusen används ibland som synonym till uttryck som "många" eller "oräkneliga", exempelvis i ord som tusenfoting och i uttryck som de tusen sjöarnas land (vilket avser Finland).

## Inom vetenskapen
- 1000 Piazzia, en asteroid.

## Inom matematiken
- 1000 är ett jämnt tal.
- I tiopotensform skrivs talet 103.
- Enhetsprefixet för tusen är kilo och förkortas k.
- 1000 är det tionde kubtalet.
- 1000 är ett ikositetragontal
- 1000 är ett palindromtal i det Romerska talsystemet.